# Syllepte cyanea
Syllepte cyanea là một loài bướm đêm trong họ Crambidae.